# Elaphria delenifica
Elaphria delenifica är en fjärilsart som beskrevs av William Schaus 1911. Elaphria delenifica ingår i släktet Elaphria och familjen nattflyn. Inga underarter finns listade i Catalogue of Life.